# Lady Denison-Pender (mielizna)
Lady Denison-Pender (ang. Lady Denison-Pender Shoal) – mielizna z wodą głębokości 15 m, leży 10 km na północny zachód od najdalej na północ wysuniętej wyspy Amirantów – North Island w atolu African Banks i 239 km na zachód od stolicy Seszeli, Victorii. Nazwa mielizny pochodzi od parowego kablowca CS Lady Denison Pender, który został zbudowany w Glasgow w roku 1920 i był w służbie do roku 1963.